# Ischiodon aegypticus
Ischiodon aegypticus là một loài ruồi trong họ Ruồi giả ong (Syrphidae). Loài này được Wiedemann mô tả khoa học đầu tiên năm 1830. Ischiodon aegypticus phân bố ở vùng Châu Phi